# Austin Powers
Austin Powers er en fiktiv person, der blev skabt af Mike Myers i 1996 med filmen Austin Powers International Man of Mystery. Han er fotograf og i fritiden tophemmelig agent for den britiske efterretningstjeneste. Trods sit akavede facon er han en dameelsker og holder sig ikke tilbage, samtidig bekæmper han i alle filmene sin nemesis, Dr. Evil, som viser sig at være hans bror.

## Filmografi
- Austin Powers: International Man of Mystery (1997)
- Austin Powers: The Spy Who Shagged Me (1999)
- Austin Powers in Goldmember (2002)